# Cecharismena cara
Cecharismena cara är en fjärilsart som beskrevs av Heinrich Benno Möschler 1890. Cecharismena cara ingår i släktet Cecharismena och familjen nattflyn. Inga underarter finns listade i Catalogue of Life.